# Лоба (Казахстан)
Ло́ба (каз. Лоба) — село у складі Мендикаринського району Костанайської області Казахстану. Входить до складу Краснопрісненського сільського округу.
Населення — 73 особи (2021; 135 у 2009, 234 у 1999, 247 у 1989).